# Carpi Football Club 1909 2020-2021
Questa voce raccoglie le informazioni riguardanti il Carpi Football Club nelle competizioni ufficiali della stagione 2020-2021.

## Stagione
Nella stagione 2020-2021 questa il Carpi disputa il girone A del campionato di Serie C, chiude il campionato al quindicesimo posto, salvo sul campo, tuttavia il club carpigiano fallisce ed è costretto a ripartire dai dilettanti in serie D. Sulla panchina biancorossa si sono alternati Sandro Pochesci e Luciano Foschi, riuscendo nell'intento di far mantenere al Carpi la categoria, almeno sul campo. Per questa stagione non si è disputata la Coppa Italia di Serie C. Ma il Carpi ha potuto disputare la Coppa Italia nazionale perdendo il primo turno (1-3) con il Casarano, dopo i tempi supplementari.

## Divise e sponsor
Lo sponsor tecnico per la stagione 2020-2021 è Givova mentre lo sponsor ufficiale sono VFT-Banflower, NCS e Bricofer.

## Organigramma societario
Area direttiva 
- Presidente: Matteo Mantovani
- Vicepresidente e Amministratore Delegato: Federico Marcellusi
- Consiglieri: Marcello Fantuzzi, Eugenio Pozzi, Giovanni Ghersina
- Direttore generale: Alfonso Morrone
- Direttore Sportivo: Andrea Mussi
- Segretario Generale: Raffaele Barducci
- Responsabile amministrazione: Ileana Raviola

 Area comunicazione e marketing 
- Responsabile marketing: Viola Baisi
- Ufficio marketing: Paolo Ferrari
- Responsabile commerciale area Partners: David Di Michele]e
- Addetto stampa: Enrico Bonzanini
- Fotografo ufficiale: Andrea Vignoli

 Area sportiva 
- Segreteria Sportiva: Raffaele Barducci
- Responsabile settore giovanile: Gianluca Vecchi
- Responsabile sicurezza: Luca Diana
- Viceresponsabile sicurezza: Stefano Zoboli
- Supporter Liaison Officer: Simone Severi

 Area tecnica 
- Allenatore: Sandro Pochesci(1ª-19ª)
- Allenatore in seconda: Emilio Coraggio(1ª-19ª)
- Allenatore dei portieri: Fabio Venturini
- Preparatore atletico: Luca Spadafora(1ª-19ª)

 Area medica 
- Responsabile sanitario: Giampietro Patrizi
- Medico sociale: Vincenzo Tronci, Fabrizio Pinto
- Fisioterapista: Paolo Zucchi, Mirco Malavasi,
- Magazzinieri: Claudio Sternieri, Mario Rossetti

## Rosa
Rosa aggiornata al 1 febbraio 2021.
| N. |                       | Ruolo | Calciatore          |
| -- | --------------------- | ----- | ------------------- |
| 1  | Italia (bandiera)     | P     | Alessio Pozzi       |
| 2  | Italia (bandiera)     | D     | Federico Danovaro   |
| 2  | Italia (bandiera)     | D     | Alessandro Eleuteri |
| 3  | Italia (bandiera)     | C     | Luca Ercolani       |
| 4  | Italia (bandiera)     | C     | Francesco Ferrieri  |
| 4  | Italia (bandiera)     | D     | Andres Llamas       |
| 6  | Italia (bandiera)     | D     | Fabio Varoli        |
| 7  | Marocco (bandiera)    | A     | Hachim Mastour      |
| 8  | Italia (bandiera)     | C     | Filippo Bellini     |
| 9  | Brasile (bandiera)    | A     | Caio De Cenco       |
| 10 | Italia (bandiera)     | C     | Samuele Maurizi     |
| 10 | Italia (bandiera)     | A     | Carmine De Sena     |
| 11 | Italia (bandiera)     | C     | Carlo Martorelli    |
| 12 | Italia (bandiera)     | P     | Matteo Rossi        |
| 13 | Montenegro (bandiera) | D     | Minel Šabotić       |
| 14 | Italia (bandiera)     | C     | Sebastiano Sassi    |
| 15 | Italia (bandiera)     | A     | Romeo Giovannini    |

| N. |                                 | Ruolo | Calciatore           |
| -- | ------------------------------- | ----- | -------------------- |
| 16 | Italia (bandiera)               | C     | Andrea Ghion         |
| 17 | Italia (bandiera)               | C     | Niccolò Marcellusi   |
| 18 | Italia (bandiera)               | A     | Andrea Ferretti      |
| 19 | RD del Congo (bandiera)         | C     | Brian Bayeye         |
| 20 | Italia (bandiera)               | C     | Emanuele Offidani    |
| 21 | Costa d'Avorio (bandiera)       | C     | Lamine Fofana        |
| 22 | Italia (bandiera)               | P     | Andrea Rossini       |
| 23 | Italia (bandiera)               | D     | Michael Venturi      |
| 24 | Argentina (bandiera)            | C     | Thiago Ceijas        |
| 25 | Italia (bandiera)               | D     | Simone Gozzi         |
| 26 | Italia (bandiera)               | D     | Matteo Vito Lomolino |
| 27 | Bosnia ed Erzegovina (bandiera) | A     | Belmin Rizdal        |
| 28 | Italia (bandiera)               | A     | Tommaso Biasci       |
| 29 | Italia (bandiera)               | C     | Daniele Mancini      |
| 30 | Moldavia (bandiera)             | C     | Andrei Moțoc         |
| 33 | Italia (bandiera)               | D     | Lorenzo Di Marco     |
| 33 | Italia (bandiera)               | C     | Severino Marino      |

## Calciomercato

### Sessione estiva(dal 01/09 al 05/10)
| Acquisti | Acquisti           | Acquisti   | Acquisti      |
| R.       | Nome               | da         | Modalità      |
| -------- | ------------------ | ---------- | ------------- |
| P        | Alessio Pozzi      | Messina    | fine prestito |
| P        | Matteo Rossi       | Lentigione | fine prestito |
| D        | Federico Danovaro  | Ligorna    | fine prestito |
| D        | Simone Gozzi       | Olbia      | definitivo    |
| D        | Atila Varga        | Siena      | definitivo    |
| D        | Michael Venturi    | Fermana    | fine prestito |
| C        | Brian Bayeye       | Catanzaro  | prestito      |
| C        | Andrea Ghion       | Sassuolo   | prestito      |
| C        | Niccolò Marcellusi | Cenaia     | definitivo    |
| C        | Carlo Martorelli   | Ravenna    | definitivo    |
| A        | Andrea Ferretti    | Triestina  | svincolato    |
| A        | Jacopo Ferri       | Latina     | definitivo    |
| A        | Romeo Giovannini   | Savona     | fine prestito |

| Cessioni | Cessioni               | Cessioni          | Cessioni                |
| R.       | Nome                   | a                 | Modalità                |
| -------- | ---------------------- | ----------------- | ----------------------- |
| P        | Gianmarco Celeste      | Progresso         | svincolato              |
| P        | Nicola Mascolo         | Delta Porto Tolle | prestito                |
| P        | Tommaso Nobile         | Pro Vercelli      | fine prestito           |
| D        | Ignazio Carta          | Gozzano           | definitivo              |
| D        | Alessandro Ligi        | Triestina         | definitivo              |
| D        | Eros Pellegrini        | Catania           | svincolato              |
| D        | Enrico Pezzi           | Vis Pesaro        | definitivo              |
| D        | Daniele Sarzi Puttini  | Ascoli            | definitivo              |
| D        | Stefano Rossoni        | Fermana           | definitivo              |
| C        | Saber Hraiech          | Padova            | prestito                |
| C        | Enej Jelenič           | Padova            | definitivo              |
| C        | Alberto Maroni         |                   | svincolato              |
| C        | Dario Šarić            | Ascoli            | definitivo (0,33 mln €) |
| A        | Alex Rolfini           | Legnago           | definitivo              |
| A        | Dennis van der Heijden | TOP Oss           | fine prestito           |
| A        | Michele Vano           | Verona            | definitivo              |

### Sessione invernale(dal 04/01 al 01/02)
| Acquisti         | Acquisti            | Acquisti           | Acquisti   |
| R.               | Nome                | da                 | Modalità   |
| ---------------- | ------------------- | ------------------ | ---------- |
| C                | Hachim Mastour      | Reggina            | prestito   |
| D                | Alessandro Eleuteri | Vis Pesaro         | prestito   |
| D                | Luca Ercolani       | Manchester Utd U23 | gratuito   |
| A                | Caio De Cenco       | Feralpisalò        | prestito   |
| A                | Carmine De Sena     | Renate             | gratuito   |
| C                | Severino Marino     | -                  | svincolato |
| Altre operazioni |                     |                    |            |
| R.               | Nome                | da                 | Modalità   |

| Cessioni         | Cessioni          | Cessioni  | Cessioni   |
| R.               | Nome              | a         | Modalità   |
| ---------------- | ----------------- | --------- | ---------- |
| D                | Atila Varga       | Pistoiese | gratuito   |
| C                | Cristian Carletti | Arezzo    | prestito   |
| D                | Federico Danovaro | Sanremese | prestito   |
| A                | Samuele Maurizi   | Pistoiese | gratuito   |
| A                | Tommaso Biasci    | Padova    | definitivo |
| C                | Jacopo Ferri      | -         | svincolato |
| Altre operazioni |                   |           |            |
| R.               | Nome              | a         | Modalità   |

## Risultati

### Serie C

#### Girone di andata
| Arbitro: | Marcenaro (Genova) |

|                   |           |  |
| Carletti 32’, 70’ | Marcatori |  |

| Arbitro: | Carrione (Castellammare di Stabia) |

|              |           |                        |
| Guccione 76’ | Marcatori | 29’ Šabotić 36’ Varoli |

| Carpi 7 ottobre 2020, ore 18:30 CEST 3ª giornata | Carpi                                | 0 – 0 | Fano | Stadio Sandro Cabassi\| Arbitro: \| Pirrotta (Barcellona Pozzo di Gotto) \| |
| Arbitro:                                         | Pirrotta (Barcellona Pozzo di Gotto) |       |      |                                                                             |

| Arbitro: | Pascarella (Nocera Inferiore) |

|                          |           |                |
| Rondanini 17’ Pilati 72’ | Marcatori | 60’ Giovannini |

| Arbitro: | Colombo (Como) |

|                                                           |           |               |
| Biasci 21’ (rig.), 62’ (rig.) Bellini 86’ A. Ferretti 89’ | Marcatori | 5’ Bortoletti |

| Arbitro: | Nicolini (Brescia) |

|                                |           |  |
| Tait 8’ Rover 31’ Magnaghi 85’ | Marcatori |  |

| Arbitro: | Di Cairano (Ariano Irpino) |

|                               |           |  |
| Giovannini 20’ Marcellusi 84’ | Marcatori |  |

| Arbitro: | Calzavara (Varese) |

|  |           |              |
|  | Marcatori | 66’ Carletti |

| Carpi 7 novembre 2020, ore 15:00 CET 9ª giornata | Carpi             | 0 – 0 referto | Legnago | Stadio Sandro Cabassi\| Arbitro: \| Giaccaglia (Jesi) \| |
| Arbitro:                                         | Giaccaglia (Jesi) |               |         |                                                          |

| Arbitro: | Di Graci (Como) |

|                                      |           |              |
| Tulissi 8’ (rig.) Bellini 85’ (aut.) | Marcatori | 83’ Carletti |

| Carpi 15 novembre 2020, ore CET 11ª giornata | Carpi     | 0 – 0 referto | Perugia | Stadio Sandro Cabassi\| Arbitro: \| Feliciani \| |
| Arbitro:                                     | Feliciani |               |         |                                                  |

| Arbitro: | Maggio (Lodi) |

|                                     |           |                        |
| Cannavò 6’ D'Eramo 53’ Di Paola 68’ | Marcatori | 37’, 44’ (rig.) Biasci |

| Arbitro: | Natilla (Molfetta) |

|                                  |           |                               |
| Biasci 27’ (rig.) Giovannini 78’ | Marcatori | 15’ (rig.) Lodi 67’ Tartaglia |

| Verona 6 dicembre 2020, ore 17:30 CET 14ª giornata | Virtus Verona  | 0 – 0 referto | Carpi | Centro sportivo Mario Gavagnin-Sinibaldo Nocini\| Arbitro: \| Caldara (Como) \| |
| Arbitro:                                           | Caldara (Como) |               |       |                                                                                 |

| Arbitro: | D'Ascanio (Ancona) |

|                                   |           |                       |
| Biasci 64’ (rig.) A. Ferretti 70’ | Marcatori | 12’ Munoz 53’ Gerardi |

| Arbitro: | Ancora (Roma) |

|                |           |  |
| Volpicelli 68’ | Marcatori |  |

| Arbitro: | Carrione (Castellammare di Stabia) |

|             |           |                   |
| Bellini 44’ | Marcatori | 17’, 41’ D'Orazio |

| Arbitro: | Angelucci (Foligno) |

|                                                                                  |           |  |
| Chiricò 67’ Hraiech 37’ Cissé 47’ Firenze 67’ Santini 87’ (rig.) Della Latta 90’ | Marcatori |  |

| Arbitro: | Repace (Perugia) |

|                                        |           |                         |
| De Cenco 61’, 70’ A. Ferretti 66’, 82’ | Marcatori | 31’ Mokulu 90+4’ Sereni |

#### Girone di ritorno
| Arbitro: | Giordano (Novara) |

|                                                       |           |             |
| Cristini 34’ Lescano 42’, 64’ Angiulli 54’ Masini 86’ | Marcatori | 10’ Mastour |

| Arbitro: | Cosso (Reggio Calabria) |

|                          |           |  |
| Eleuteri 45’ De Sena 46’ | Marcatori |  |

| Arbitro: | Andreano (Prato) |

|                                       |           |  |
| Carpani 15’ Nepi 33’ Barbuti 44’, 53’ | Marcatori |  |

| Arbitro: | Crezzini (Siena) |

|  |           |                                                      |
|  | Marcatori | 7’ (rig.) Polidori 26’ Lombardi 78’ (rig.) Tommasini |

| Arbitro: | Tremolada (Monza) |

|                                 |           |                                           |
| Altobelli 42’ Pinna 65’ Più 86’ | Marcatori | 6’ (aut.) Pinna 50’ Varoli 61’ Giovannini |

| Carpi 17 febbraio 2021, ore CET 25ª giornata | Carpi             | 0 – 0 referto | Südtirol | Stadio Sandro Cabassi\| Arbitro: \| Panettella (Bari) \| |
| Arbitro:                                     | Panettella (Bari) |               |          |                                                          |

| Arbitro: | Marotta (Sapri) |

|                                             |           |  |
| Zecca 31’ Russini 40’ Bortolussi 57’ (rig.) | Marcatori |  |

| Carpi 28 febbraio 2021, ore CET 27ª giornata | Carpi          | 0 – 0 referto | Fermana | Stadio Sandro Cabassi\| Arbitro: \| Luciani (Roma) \| |
| Arbitro:                                     | Luciani (Roma) |               |         |                                                       |

| Legnago 3 marzo 2021, ore CET 28ª giornata | Legnago           | 0 – 0 referto | Carpi | Stadio Mario Sandrini\| Arbitro: \| Zucchetti (Siena) \| |
| Arbitro:                                   | Zucchetti (Siena) |               |       |                                                          |

| Arbitro: | Fiero (Pistoia) |

|                                         |           |  |
| Ghion 3’ (rig.), 76’ (rig.) Venturi 58’ | Marcatori |  |

| Arbitro: | Galipò (Firenze) |

|                        |           |  |
| Murano 35’ Minesso 68’ | Marcatori |  |

| Arbitro: | Acanfora (Castellammare di Stabia) |

|  |           |                         |
|  | Marcatori | 6’ Cannavò 64’ Di Paola |

| Arbitro: | Turrini (Firenze) |

|              |           |  |
| G. Gomez 71’ | Marcatori |  |

| Arbitro: | Ferrieri Caputi (Livorno) |

|                  |           |                            |
| De Cenco 4’, 66’ | Marcatori | 28’ Pittarello 90+5’ Danti |

| Arbitro: | Moriconi (Roma) |

|  |           |                                             |
|  | Marcatori | 14’, 45’ A. Ferretti 63’ De Cenco 64’ Ghion |

| Arbitro: | Di Marco (Ciampino) |

|                                                   |           |                  |
| A. Ferretti 12’, 21’ Ghion 61’ (rig.) Sabotic 70’ | Marcatori | 45+1’ Volpicelli |

| Arbitro: | Sfira (Pordenone) |

|                                                                  |           |             |
| Ceccarelli 2’ Guerra 25’ D'Orazio 33’ Giani 36’ Tulli 65’, 90+2’ | Marcatori | 72’ De Sena |

| Arbitro: | Tremolada (Monza) |

|  |           |              |
|  | Marcatori | 61’ Nicastro |

| Arbitro: | Colombo (Como) |

|                              |           |                  |
| D. Ferretti 64’ Sereni 90+2’ | Marcatori | 73’ (rig.) Ghion |

### Coppa Italia

#### Turni eliminatori
| Arbitro: | Prontera (Bologna) |

|                |           |                                    |
| Giovannini 74’ | Marcatori | 5’, 103’ Rodríguez 100’ G. Sansone |

## Statistiche
Statistiche aggiornate al 4 novembre 2020.

### Statistiche di squadra
| Competizione | Punti | In casa | In casa | In casa | In casa | In casa | In casa | In trasferta | In trasferta | In trasferta | In trasferta | In trasferta | In trasferta | Totale | Totale | Totale | Totale | Totale | Totale | DR |
| Competizione | Punti | G       | V       | N       | P       | Gf      | Gs      | G            | V            | N            | P            | Gf           | Gs           | G      | V      | N      | P      | Gf     | Gs     | DR |
| ------------ | ----- | ------- | ------- | ------- | ------- | ------- | ------- | ------------ | ------------ | ------------ | ------------ | ------------ | ------------ | ------ | ------ | ------ | ------ | ------ | ------ | -- |
| Serie C      | -     | 0       | 0       | 0       | 0       | 0       | 0       | 0            | 0            | 0            | 0            | 0            | 0            | 0      | 0      | 0      | 0      | 0      | 0      | 0  |
| Coppa Italia | -     | 0       | 0       | 0       | 0       | 0       | 0       | 0            | 0            | 0            | 0            | 0            | 0            | 0      | 0      | 0      | 0      | 0      | 0      | 0  |
| Totale       | -     | 0       | 0       | 0       | 0       | 0       | 0       | 0            | 0            | 0            | 0            | 0            | 0            | 0      | 0      | 0      | 0      | 0      | 0      | 0  |

### Andamento in campionato
| Giornata  | 1 | 2 | 3 | 4 | 5 | 6 | 7 | 8 | 9 | 10 | 11 | 12 | 13 | 14 | 15 | 16 | 17 | 18 | 19 | 20 | 21 | 22 | 23 | 24 | 25 | 26 | 27 | 28 | 29 | 30 | 31 | 32 | 33 | 34 | 35 | 36 | 37 | 38 |
| --------- | - | - | - | - | - | - | - | - | - | -- | -- | -- | -- | -- | -- | -- | -- | -- | -- | -- | -- | -- | -- | -- | -- | -- | -- | -- | -- | -- | -- | -- | -- | -- | -- | -- | -- | -- |
| Luogo     | C | T | C | T | C | T | C | T | C | T  | C  | T  | C  | T  | C  | T  | C  | T  | C  | T  | C  | T  | C  | T  | C  | T  | C  | T  | C  | T  | C  | T  | C  | T  | C  | T  | C  | T  |
| Risultato | V | V | N | P | V | P | V | V |   |    |    |    |    |    |    |    |    |    |    |    |    |    |    |    |    |    |    |    |    |    |    |    |    |    |    |    |    |    |
| Posizione |   |   |   |   |   |   |   |   |   |    |    |    |    |    |    |    |    |    |    |    |    |    |    |    |    |    |    |    |    |    |    |    |    |    |    |    |    |    |

Fonte:  Serie C - Girone B, su calcio.com.
Legenda:

Luogo: C = Casa; T = Trasferta. Risultato: V = Vittoria; N = Pareggio; P = Sconfitta.